# قائمة دول أمريكا الجنوبية حسب نصيب الفرد من الناتج المحلي الإجمالي (تعادل القوة الشرائية)

تتضمن هذه المقالة قائمة دول أمريكا الجنوبية حسب الناتج المحلي الإجمالي للفرد على أساس تعادل القدرة الشرائية.

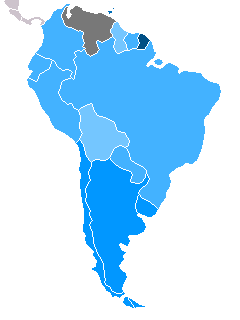
دول أمريكا الجنوبية حسب الناتج المحلي الإجمالي حسب تعادل القوة الشرائية للفرد وفق معطيات صندوق النقد الدولي لعام 2018

| >$50,000 $40,000 - $50,000 $30,000 - $40,000 $20,000 - $30,000 $10,000 - $20,000 $5,000 - $10,000 $2,000 - $5,000 <$2,000 |

## قائمة صندوق النقد الدولي
قائمة صندوق النقد الدولي بالدولار الأمريكي الدولي الحالي لعام 2024.
| الترتيب | الدولة\المقاطعة | الناتج المحلي الإجمالي (تعادل القوة الشرائية) للفرد (بالدولار الدولي) | السنة |
| ------- | --------------- | --------------------------------------------------------------------- | ----- |
| 1       | غيانا           | 80,137                                                                | 2024  |
| 2       | تشيلي           | 31,005                                                                | 2024  |
| 3       | الأوروغواي      | 30,170                                                                | 2024  |
| 4       | الأرجنتين       | 26,390                                                                | 2024  |
| 5       | البرازيل        | 20,809                                                                | 2024  |
| 6       | كولومبيا        | 19,770                                                                | 2024  |
| 7       | سورينام         | 18,928                                                                | 2024  |
| 8       | بيرو            | 16,631                                                                | 2024  |
| 9       | باراغواي        | 16,291                                                                | 2024  |
| 10      | الإكوادور       | 14,485                                                                | 2024  |
| 11      | بوليفيا         | 10,693                                                                | 2024  |
| —       | فنزويلا         | 8,486                                                                 | 2024  |

## قائمة البنك الدولي
جميع الأرقام بالدولار الأمريكي الدولي لعام 2021 وفقاً لمعطيات البنك الدولي، مقرّبة إلى أقرب عدد صحيح.
| الترتيب | الدولة     | الناتج المحلي الإجمالي (تعادل القوة الشرائية) للفرد (بالدولار حسب سعر 2017) | السنة |
| ------- | ---------- | --------------------------------------------------------------------------- | ----- |
| 1       | الأوروغواي | 30,702                                                                      | 2023  |
| 2       | تشيلي      | 22,034                                                                      | 2023  |
| 3       | الأرجنتين  | 21,561                                                                      | 2023  |
| 4       | سورينام    | 16,329                                                                      | 2023  |
| 5       | كولومبيا   | 14,731                                                                      | 2023  |
| 6       | البرازيل   | 14,652                                                                      | 2023  |
| 7       | باراغواي   | 12,848                                                                      | 2023  |
| 8       | بيرو       | 12,685                                                                      | 2023  |
| 9       | الإكوادور  | 11,375                                                                      | 2023  |
| 10      | بوليفيا    | 9,703                                                                       | 2023  |
| —       | فنزويلا    | n/a                                                                         | 2023  |

## قائمة وكالة المخابرات المركزية
جميع الأرقام هي بالدولار الأمريكي الدولي وفق معطيات كتاب حقائق العالم الصادر عن وكالة المخابرات المركزية، مقربة إلى أقرب مائة.
| الترتيب جنوب أمريكي | الترتيب العالمي | الدولة     | الناتج المحلي الإجمالي (تعادل القوة الشرائية) للفرد (بالدولار الدولي) | السنة       |
| ------------------- | --------------- | ---------- | --------------------------------------------------------------------- | ----------- |
| 1                   | 60              | غيانا      | 35,600                                                                | تقدير 2022  |
| 2                   | 79              | تشيلي      | 25,900                                                                | تقدير 2022  |
| 3                   | 82              | الأوروغواي | 24,400                                                                | تقدير 2022  |
| 4                   | 86              | الأرجنتين  | 22,500                                                                | تقدير 2022  |
| 5                   | 104             | كولومبيا   | 15,600                                                                | تقدير 2022  |
| 6                   | 111             | البرازيل   | 15,100                                                                | تقدير 2022  |
| 7                   | 113             | سورينام    | 15,000                                                                | تقدير 2022  |
| 8                   | 120             | باراغواي   | 13,500                                                                | تقدير 2022  |
| 9                   | 125             | بيرو       | 12,700                                                                | تقدير 2022  |
| 10                  | 139             | الإكوادور  | 10,900                                                                | تقدير 2022  |
| 11                  | 151             | بوليفيا    | 8,200                                                                 | تقدير 2022  |
| 12                  | 155             | فنزويلا    | 7,704                                                                 | تقدير 2018. |